# 충현중학교
충현중학교(忠賢中學校)는 대한민국 경기도 광명시 소하동에 있는 공립 중학교이다.

## 학교 연혁
- 2011년 2월 15일 : 충현중학교 설립인가
- 2011년 3월 1일 : 초대 기순임 교장 취임
- 2011년 3월 2일 : 제1회 입학(6학급, 특수학급 1학급, 계 189명)
- 2012년 2월 8일 : 제1회 졸업 (졸업생 54명)
- 2020년 3월 1일 : 제3대 김은정 교장 취임
- 2023년 3월 2일 : 제13회 입학
- 2024년 1월 5일 : 제13회 졸업(졸업생 192명)

## 참고 자료
- 충현중학교 - 한국교육학술정보원 학교알리미